# Anomis lavaudeni
Anomis lavaudeni är en fjärilsart som beskrevs av Pierre E.L. Viette 1968. Anomis lavaudeni ingår i släktet Anomis och familjen nattflyn. Inga underarter finns listade i Catalogue of Life.